# Aculeococcus morrisoni
Aculeococcus morrisoni är en insektsart som beskrevs av Ernest Lepage 1941. Aculeococcus morrisoni ingår i släktet Aculeococcus och familjen filtsköldlöss. Inga underarter finns listade i Catalogue of Life.